# Yannick Janssen
Pour les articles homonymes, voir Janssen.
Yannick Janssen, né le 8 novembre 1990 à Venlo, est un coureur cycliste néerlandais, membre de l'équipe Cyclesport.se-Memil.

## Biographie
En 2014, Yannick Janssen rejoint l'équipe suédoise Bliz-Merida. Sous ses nouvelles couleurs, il se classe notamment troisième de la Scandinavian Race Uppsala, au mois de mai. L'année suivante, il s'adjuge le Tour de Helsinki, une compétition nationale finlandaise.

## Palmarès
- 2010
  - Rund um die Kö
- 2012
  - 2e de l'Omloop van de Grensstreek
- 2014
  - 3e de la Scandinavian Race Uppsala
- 2015
  - Tour de Helsinki

## Classements mondiaux
| Année           | 2014 | 2015  |
| --------------- | ---- | ----- |
| UCI Europe Tour | 580e | 1173e |